# Antillotyphlops monastus
Antillotyphlops monastus — вид змій родини сліпунів (Typhlopidae). Ендемік Монтсеррату.

## Поширення і екологія
Antillotyphlops monastus є ендеміками острова Монтсеррат в архіпелазі Малих Антильських островів. Вони живуть в сухих тропічних лісах і рідколіссях, на галявинах, в чагарникових заростях і на луках. Відкладають яйця.

## Збереження
МСОП класифікує стан збереження цього виду як близький до загрозливого. Antillotyphlops monastus загрожує знищення природного середовища.